# Черето Груе
Черѐто Гру̀е (на италиански: Cerreto Grue; на пиемонтски: Srej, Сърей) е село и община в Северна Италия, провинция Алесандрия, регион Пиемонт. Разположено е на 251 m надморска височина. Населението на общината е 322 души (към 2010 г.).